# Svetozar Gligorić
Svetozar Gligorić (srbskou cyrilicí Светозар Глигорић) (2. února 1923 – 14. srpna 2012) byl srbský šachový velmistr. V padesátých a šedesátých letech patřil mezi deset nejlepších šachistů světa, je obecně pokládán za nejlepšího srbského šachistu všech dob. Pracoval jako novinář a komentátor šachových partií, za druhé světové války byl členem partyzánských jednotek. Přispěl také k teorii zahájení, je autorem autobiografie Hraju proti figurkám (tj. bez nepřátelství k soupeři, srbsky Igram protiv figura, 1989) a celé řady teoretických knih o šachu.